# Férébory Doré
Férébory Doré (Brazzaville, 1989. január 21. –)  kongói válogatott labdarúgó, az CFR Cluj játékosa, kölcsönben a Botev Plovdiv-tól.
A kongói válogatott tagjaként részt vesz a 2015-ös afrikai nemzetek kupáján.